# Zoë Kravitz
Zoë Isabella Kravitz (Los Ángeles, California; 1 de diciembre de 1988) es una actriz, cantante, modelo, directora de cine y guionista estadounidense. Hija del actor y músico Lenny Kravitz y la actriz Lisa Bonet, hizo su debut como actriz en la película de comedia romántica Sin reservas (2007), y tuvo su gran avance interpretando a Angel Salvadore en la película de superhéroes X-Men: primera generación (2011) que le valió nominaciones para un premio Teen Choice y un Scream Awards.
Kravitz saltó a la fama interpretando a Christina en The Divergent Series (2014-16) y Leta Lestrange en la serie de películas Animales Fantásticos (2016-2018), y apareció como Toast en Mad Max: Fury Road (2015) y prestó su voz a Catwoman en The Lego Batman Movie (2017) y Mary Jane Watson en Spider-Man: Un nuevo universo (2018). Ha tenido papeles protagónicos en numerosas películas independientes, incluidas Dope (2015), Adam Green's Aladdin (2016) y Gemini (2017). Recibió elogios por sus papeles principales en la serie dramática de HBO, Big Little Lies (2017-2019), que le valió una nominación a los Premios del Sindicato de Actores, y la serie de comedia romántica de Hulu; High Fidelity (2020). Kravitz repitió su papel de Catwoman en la película de DC de Matt Reeves, The Batman (2022).
Además de actuar, Kravitz trabaja como modelo y músico. A partir de 2017, es el rostro de YSL Beauté. Kravitz también ha protagonizado campañas para Tiffany & Co., Vera Wang, Balenciaga, Alexander Wang, Coach New York, Tumi y Calvin Klein. Ella lidera la banda Lolawolf y lanzó los álbumes Calm Down en 2014 y Tenderness en 2020.

## Primeros años

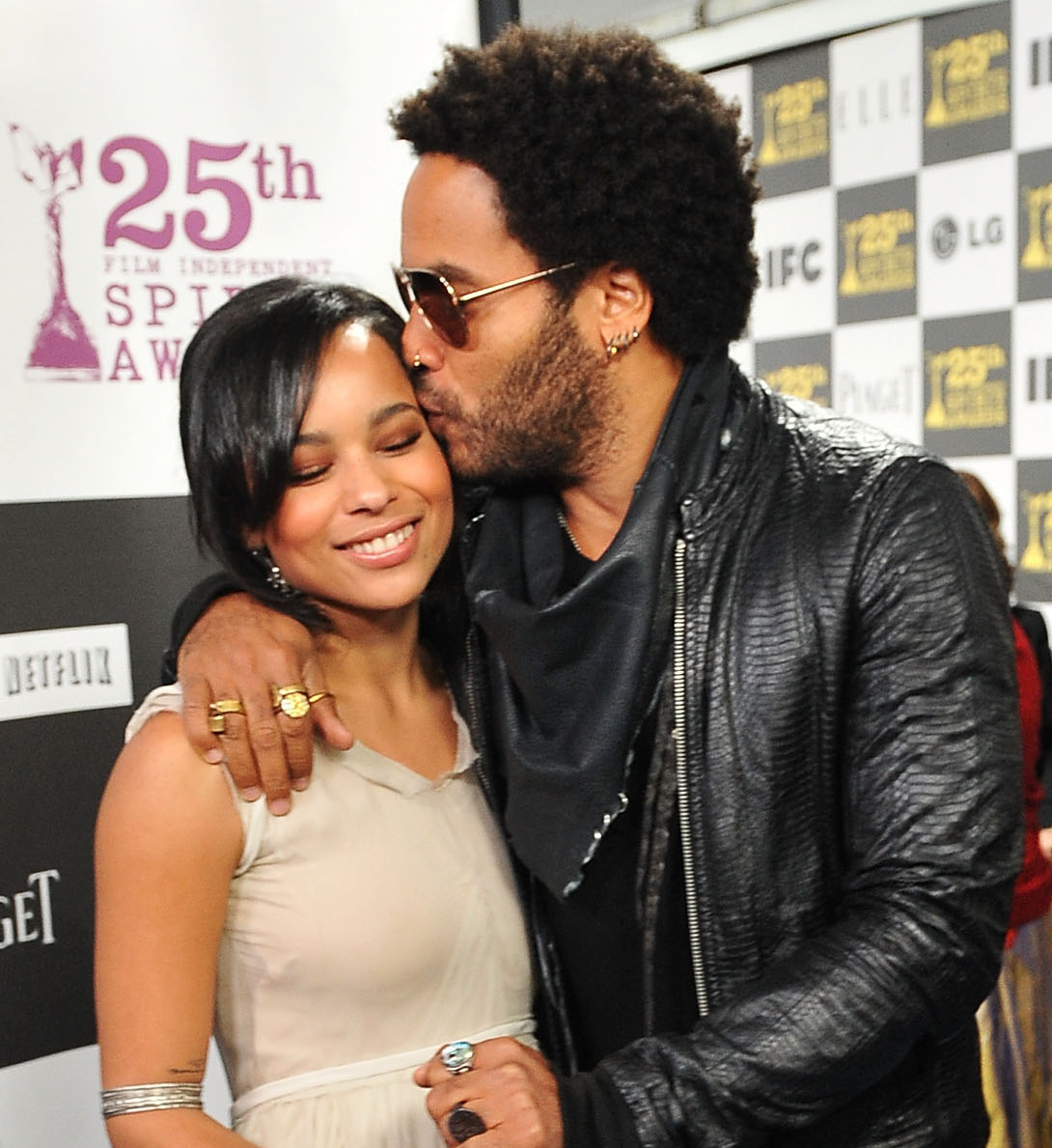
Kravitz con su padre Lenny Kravitz en marzo de 2010.

Kravitz nació en Venice Beach, Los Ángeles en la casa de sus padres, la actriz Lisa Bonet y el músico Lenny Kravitz. Ambos padres son de ascendencia mixta afroamericana y judía asquenazí (judía rusa y judía ucraniana respectivamente). Su abuela paterna, la actriz Roxie Roker (una prima hermana que una vez fue removida del meteorólogo televisivo Al Roker), y su abuelo materno, Allen Bonet, eran afroamericanos, y parte de la familia de su abuela era de las Bahamas. Su abuelo paterno, el productor de noticias de televisión de NBC, Sy Kravitz, y su abuela materna, Arlene Litman, eran ambos de ascendencia judía. Kravitz se identifica como judío secular.
Los padres de Kravitz se casaron en 1987 y se divorciaron seis años después, en 1993, cuando Zoë tenía 5 años. Vivía con su madre en Topanga Canyon, y luego se mudó a Miami a los 11 años para vivir con su padre, pasando los veranos con su madre. Kravitz tiene dos medio hermanos menores, Lola Iolani Momoa y Nakoa-Wolf Manakauapo Namakaeha Momoa, del nuevo matrimonio de su madre con el actor Jason Momoa. Su padrino es el productor de cine Bruce Cohen, y sus madrinas son las actrices Marisa Tomei y Cree Summer.
Kravitz asistió a Miami Country Day School y Rudolf Steiner School en Manhattan y se graduó en 2007. Kravitz comenzó a estudiar ese año en el conservatorio de actuación con Scott McCrea en la Universidad Estatal de Nueva York en Purchase, donde sus compañeros incluían a Micah Stock y Jason Ralph. Dejó la universidad después de un año y se mudó a Brooklyn, Nueva York para trabajar en películas. Luchó contra la anorexia y la bulimia durante la escuela secundaria, hasta alrededor de los 24 años.

## Carrera actoral

### 2008-2012: trabajo inicial y gran avance

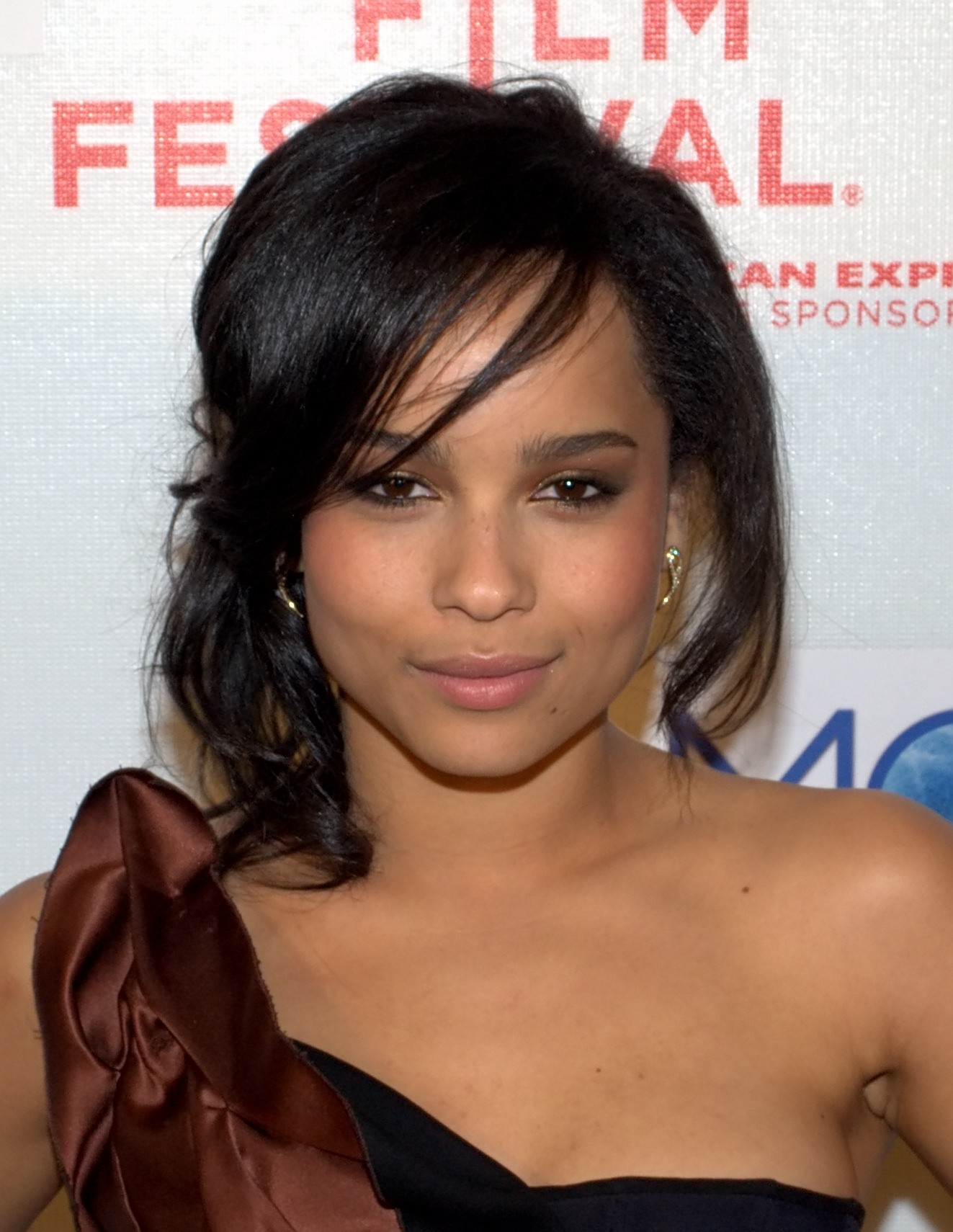
Kravitz en el Festival de Cine de Tribeca en 2010.

Kravitz consiguió su primer papel en una película mientras estaba en la escuela secundaria, interpretando a una niñera contratada por el personaje de Catherine Zeta-Jones en la comedia romántica de 2007; Sin reservas. En el mismo año también apareció en el thriller de acción; The Brave One. En 2008, Kravitz apareció en el video musical de «I Know» de Jay-Z, y apareció cantando en el video musical de will.i.am para «We Are the Ones», en apoyo del candidato presidencial estadounidense Barack Obama. Ese mismo año también apareció en el drama familiar Birds of America y la comedia neo noir; Assassination of a High School President.
En 2009, Kravitz coprotagonizó el drama de conjunto independiente The Greatest, en el que su personaje es adicto a los grupos de terapia de duelo. En 2010, apareció en It's Kind of a Funny Story. También ese año, Kravitz apareció en Twelve. Se estrenó en el Sundance Film Festival de 2010. Kravitz protagonizó a continuación la comedia romántica, Beware the Gonzo como la protagonista femenina y el interés amoroso del epónimo Gonzo de Ezra Miller.
En 2011, Kravitz apareció en la película sobre la mayoría de edad Yelling to the Sky, protagonizada por Gabourey Sidibe y Tim Blake Nelson. Interpretó a Sweetness O'Hara, una problemática chica de 17 años de Queens, Nueva York. También apareció en ocho episodios de la serie de televisión de Showtime; Californication, en la que interpretó a Pearl, la vocalista de la banda femenina Queens of Dogtown. Ese mismo año interpretó al personaje de cómic Angel Salvadore; una mutante adolescente con habilidades sobrehumanas; en X-Men: primera generación. La película es una precuela de la serie de películas de X-Men, y se ambienta en la década de 1960 durante la Crisis de los Misiles. Kravitz filmó sus escenas en Londres y realizó trabajos de alambre para su papel, para simular la habilidad de volar de su personaje. A finales de 2011, Kravitz completó el trabajo en una película con el título provisional Treading Water, que finalmente se estrenó en 2013, rebautizada como The Boy Who Smells Like Fish.

### 2013-presente: ascenso a la fama

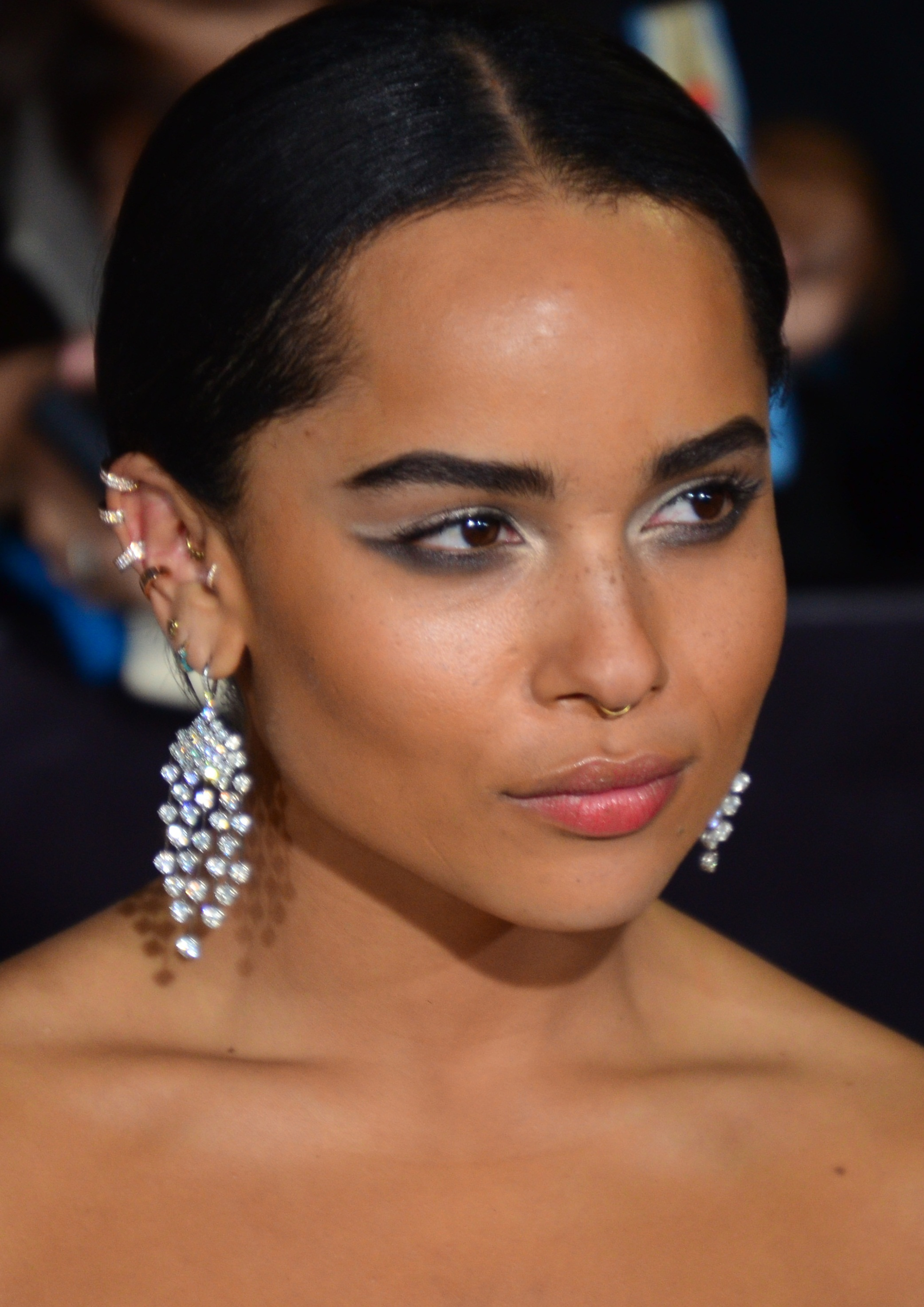
Kravitz en el estreno de Divergente en 2014.

En 2013, coprotagonizó After Earth. En 2014 interpretó al personaje de Christina en Divergente, una adaptación de la novela para adultos jóvenes del mismo nombre. Kravitz repitió su papel en las secuelas Insurgente y Leal. También en 2014, protagonizó el drama independiente The Road Within y la comedia romántica Pretend We're Kissing. También apareció en el drama Good Kill. En 2015, Kravitz apareció en las comedia dramática; Dope y en Mad Max: Fury Road; que inicialmente, estaba previsto empezar a rodar en Australia a principios de 2011, pero la producción se pospuso hasta 2012. En 2016, coprotagonizó el thriller de acción; Vincent N Roxxy y apareció en la película independiente Adam Green's Aladdin. Kravitz también tuvo un papel en el spin-off de Harry Potter; Animales fantásticos y dónde encontrarlos como Leta Lestrange. En 2017, Kravitz protagonizó el thriller de misterio; Gemini. En el mismo año, apareció en la película de comedia; Rough Night y en la película animada de superhéroes The Lego Batman Movie, en la que prestó su voz al personaje de cómic Selina Kyle / Catwoman.

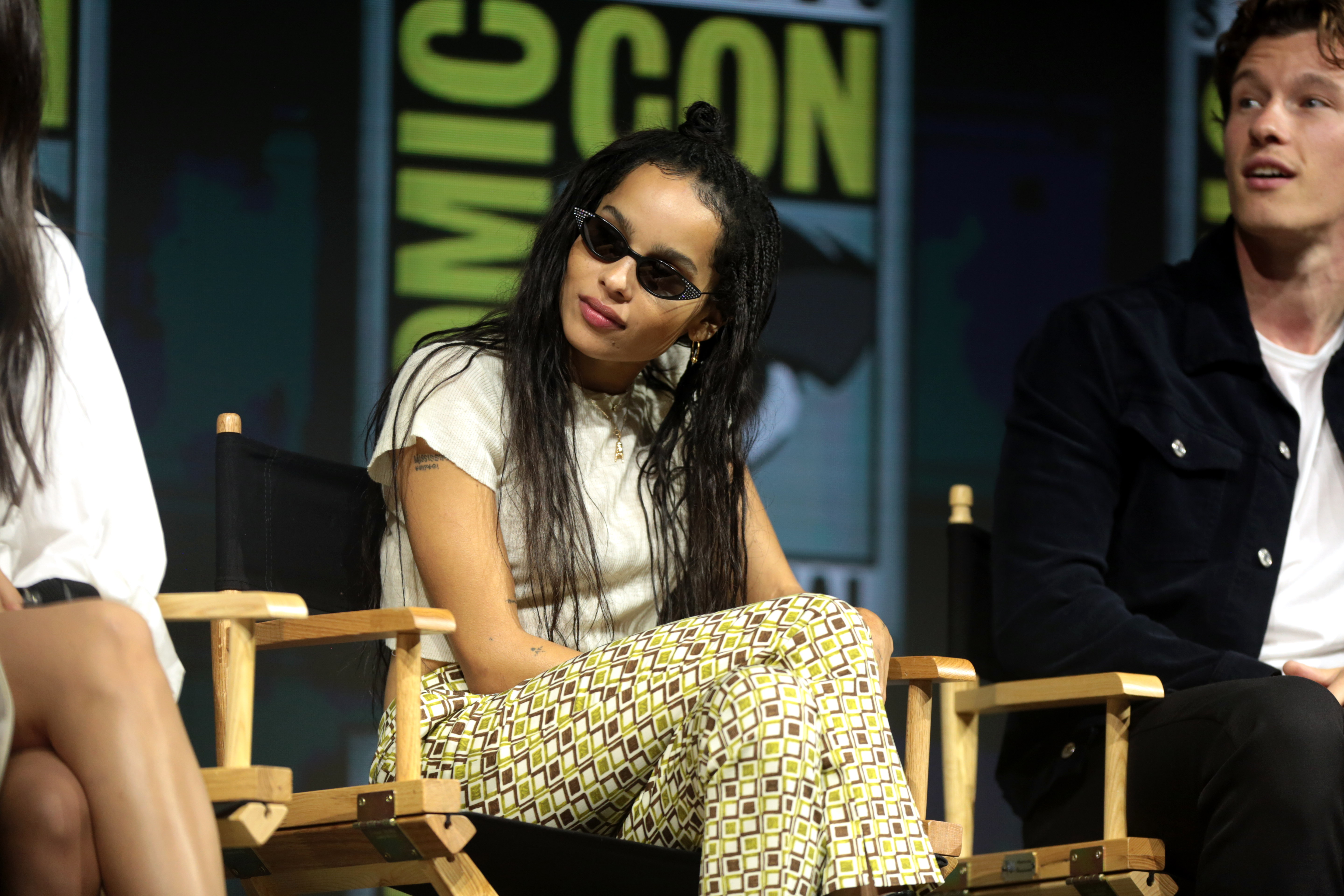
Kravitz en la Convención Internacional de Cómics de San Diego de 2018 por Animales fantásticos.

De 2017 a 2019, Kravitz protagonizó la serie dramática de HBO; Big Little Lies, en la que interpreta a Bonnie Carlson; por su actuación, obtuvo dos nominaciones al Premios Black Reel, así como una nominación para el Premio del Sindicato de Actores en la categoría por Mejor reparto de televisión. Kravitz apareció en la película de acción de ciencia ficción de 2018; Kin y repitió su papel de Leta Lestrange en Animales fantásticos: Los crímenes de Grindelwald, en una capacidad mayor. También en 2018, apareció en BBC Children in Need con Eddie Redmayne, montando a Alex Jones de The One Show, con la ayuda de niños que les dieron las respuestas a las preguntas de la entrevista. Kravitz fue clasificada como una de las mujeres mejor vestidas en 2018 por el sitio web de moda Net-a-Porter. En el mismo año, Kravitz apareció en la canción «Screwed» en el álbum; Dirty Computer de Janelle Monáe. También apareció en «Anti-Social Smokers Club» en el tercer álbum SR3MMde Rae Sremmurd.

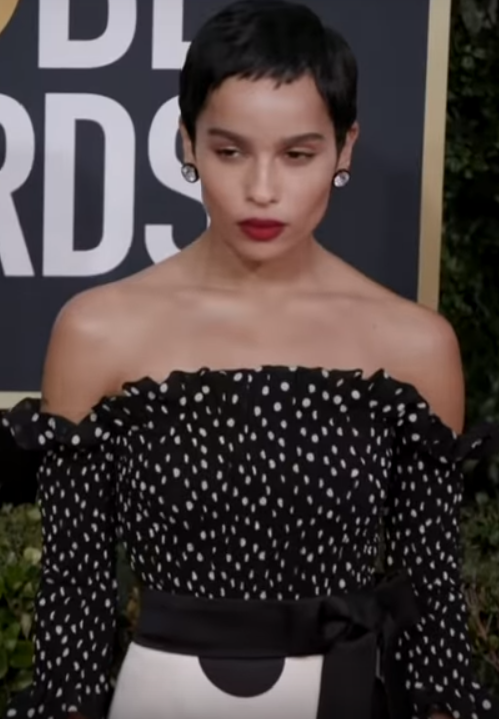
Kravitz en los Premios Globo de Oro en 2020.

En 2019, Kravitz participó en la serie de televisión web de comedia romántica; High Fidelity de Hulu, que se basa en la película de 2000 del mismo nombre en la que protagoniza su madre. Se estrenó el Día de San Valentín en 2020, y obtuvo elogios de los críticos. Margaret Lyons de The New York Times la describió como «fascinante» y escribió sobre su actuación que «de hecho, es tan buena que es casi imposible creer que no pueda encontrar a alguien que la ame exactamente como es». A pesar del éxito de crítica, High Fidelity fue cancelada después de una temporada. Por el papel, Kravitz ganó un premio Black Reel y fue nominado para un premio Satellite. También en 2020, interpretó a una de las protagonistas de Viena and the Fantomes.
Kravitz interpretó a Selina Kyle / Catwoman, ahora en acción real, en The Batman, del director Matt Reeves, que se estrenó el 4 de marzo de 2022 con éxito comercial, recaudando más de $400 millones a nivel internacional. The Independent escribió que «Catwoman de Kravitz aporta una sensualidad casi extinguida al papel», y en la reseña de la película de Christy Lemire—escrita para RogerEbert.com—afirmó que «Esto no es una Catwoman ronroneante y coqueta: es una luchador y sobreviviente con un corazón leal y un fuerte sentido de lo que es correcto... Kravitz continúa revelando un carisma feroz y una fuerza tranquila».
En junio de 2021, Kravitz anunció planes para hacer su debut como directora en Pussy Island, una película que también coescribió, y planea protagonizar junto a Channing Tatum. En agosto de 2021, se anunció que Kravitz protagonizará y se desempeñará como productora ejecutiva en la serie animada sobre la mayoría de edad, Phatty Patty, financiada por Westbrook Studios de Will Smith y Jada Pinkett Smith.
En 2024 hizo su debut como directora en la película Parpadea dos veces, protagonizada por Channing Tatum y Naomi Ackie, la cual coescribió junto a E.T. Feigenbaum.
Protagonizará How to Rob a Bank (2026), una película de acción y crimen dirigida por el cineasta David Leitch, con un guion de Mark Bianculli, producida por Amazon Studios. La película se centra en un grupo de individuos que planean y ejecutan un robo bancario, enfrentándose a inesperados desafíos que pondrán a prueba su lealtad y habilidades. El estreno está previsto para el 4 de septiembre de 2026.El elenco principal junto con Nicholas Hoult, Pete Davidson y Anna Sawai.

## Otras carreras

### Música

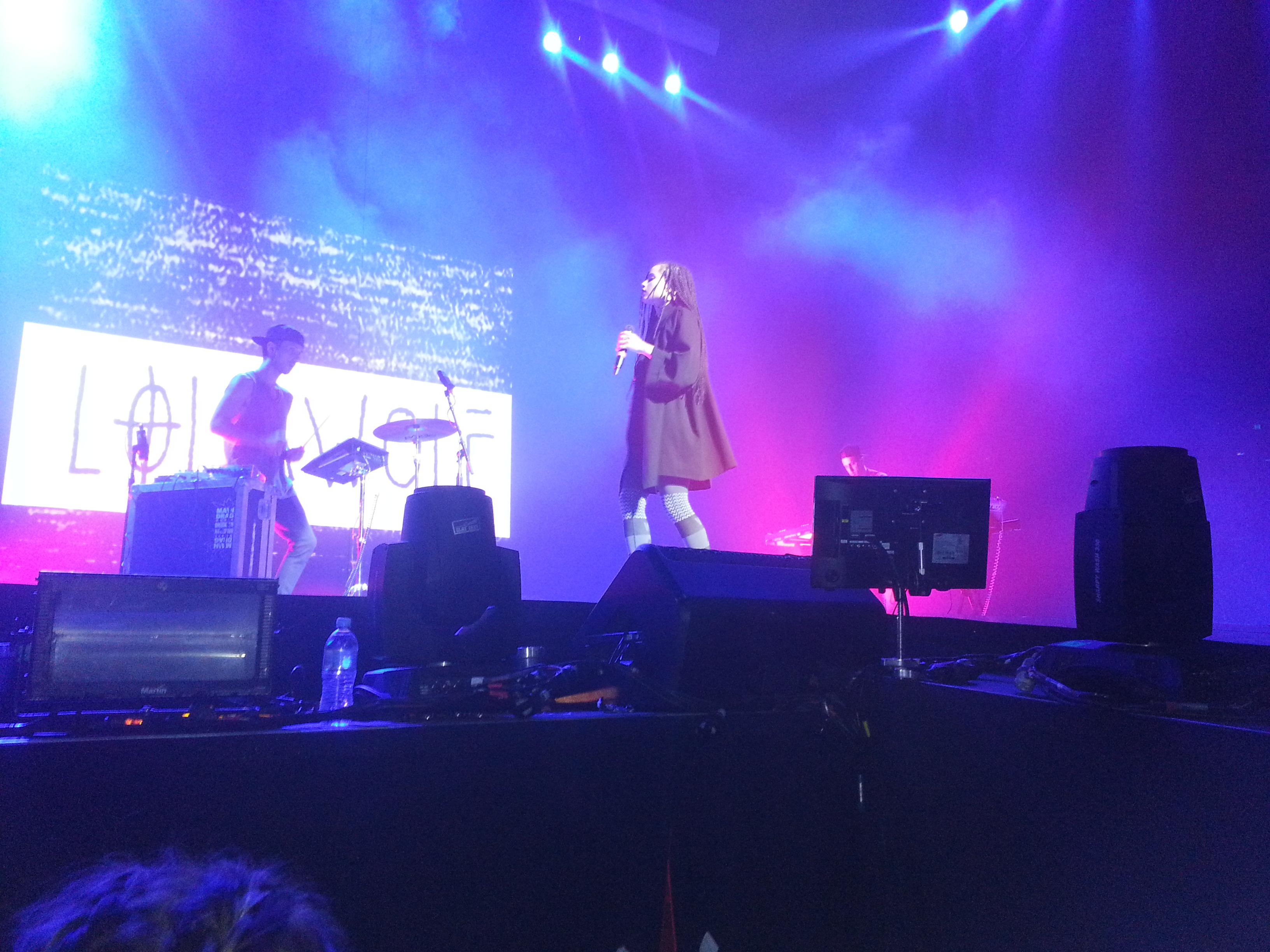
Kravitz en un concierto como Lolawolf en 2014.

Kravitz comenzó a hacer música a la edad de 16 años. Lideró la banda Elevator Fight, con sede en Nueva York/Filadelfia, que formó en 2009. La banda actuó en el festival de música South by Southwest y en el escenario principal del Roots Picnic en Filadelfia en junio de 2009, junto con The Roots, TV on the Radio y The Black Keys. Ella declaró en 2011 que su música es un pasatiempo. Kravitz fundó la banda Lolawolf mientras estaba en Los Ángeles filmando The Road Within. Formada por miembros de la banda Reputante, Lolawolf lanzó un EP homónimo y debutó en el Mercury Lounge en noviembre de 2013. La banda lleva el nombre de los hermanos menores de Kravitz, Lola y Nakoa-Wolf. Lanzaron su álbum debut, Calm Down, el 21 de octubre de 2014, y apoyaron a Lily Allen, Miley Cyrus y Warpaint en la gira de 2014. La banda lanzó el EP de cinco pistas, Every Fuckin Day, el 23 de junio de 2015.

### Modelaje
También actuó con la compañía de cabaret The Citizens Band. También en 2009, fue nombrada la cara de la fragancia Princess de Vera Wang en 2009, apareciendo en el sitio web y en los anuncios de la marca. Kravitz apareció en una campaña para el diseñador de moda Alexander Wang en 2010. En 2013, representó la nueva fragancia Preppy Princess de Vera Wang. En 2013, Kravitz lanzó una línea de joyería en colaboración con la compañía de cristales Swarovski. Usó joyería étnica y vintage, y su piedra de nacimiento, Turquesa, como inspiración para sus diseños. También se convirtió en el rostro de la línea de joyería del diseñador Alexis Bittar, con sede en Brooklyn, en 2015. Kravitz es el rostro del nuevo lanzamiento de Black Opium, Illicit Green, que se lanzará en 2022.

## Vida personal

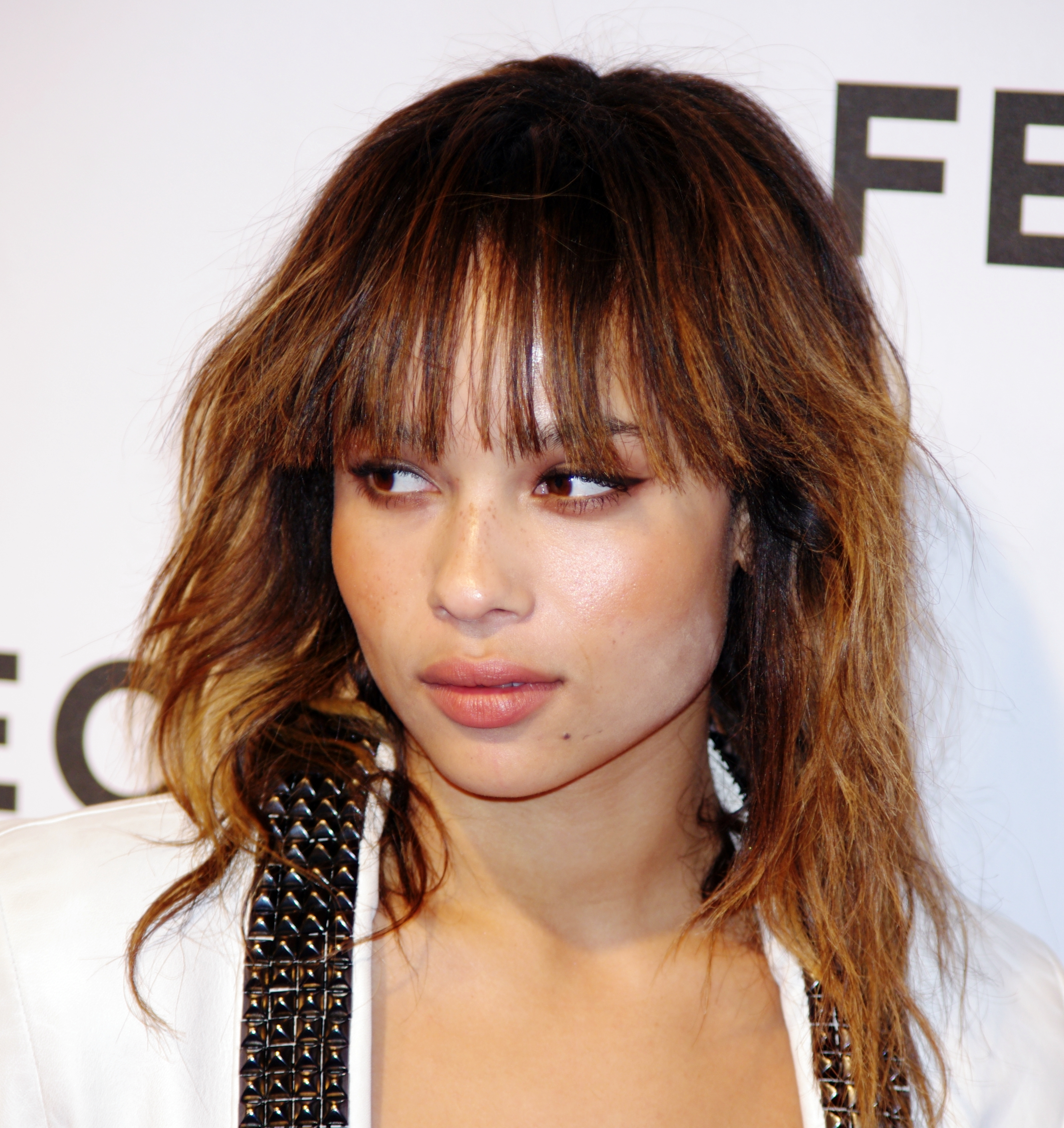
Kravitz en el Festival de Cine de Tribeca de 2011.

Desde 2009, vive en Williamsburg, Brooklyn, Nueva York. La canción «Flowers for Zoë», incluida en el segundo álbum de su padre, Mama Said, fue escrita como un tributo a Zoë, que entonces tenía dos años.
Salió brevemente con Ezra Miller mientras filmaban Beware the Gonzo y estuvo en una relación con el actor Penn Badgley desde 2011 hasta 2013. En 2016, Kravitz comenzó una relación con el actor Karl Glusman. Kravitz reveló en una entrevista publicada en octubre de 2018 que se comprometió en febrero de ese año. Los dos se casaron en la casa del padre de Kravitz en París el 29 de junio de 2019. En diciembre de 2020, Kravitz solicitó el divorcio de Glusman. El divorcio finalizó en agosto de 2021.
En 2021 comenzó una relación con el actor Channing Tatum con quien se comprometió en 2023. Rompieron al año siguiente.

## Filmografía

### Cine
| Año  | Título                                      | Personaje                        | Notas             |
| ---- | ------------------------------------------- | -------------------------------- | ----------------- |
| 2007 | No Reservations                             | Charlotte do Buchanan Straniazki |                   |
| 2007 | The Brave One                               | Chloe                            |                   |
| 2008 | Assassination of a High School President    | Valerie Torres                   |                   |
| 2008 | Birds of America                            | Gillian Tanager                  |                   |
| 2009 | The Greatest                                | Ashley                           |                   |
| 2010 | Twelve                                      | Gabby                            |                   |
| 2010 | Beware the Gonzo                            | Evie Wallace                     |                   |
| 2010 | It's Kind of a Funny Story                  | Nia                              |                   |
| 2011 | Yelling to the Sky                          | Sweetness O'Hara                 |                   |
| 2011 | X-Men: primera generación                   | Angel Salvadore                  |                   |
| 2013 | Treading Water                              | Laura                            |                   |
| 2013 | After Earth                                 | Senshi Raige                     |                   |
| 2014 | Divergent                                   | Christina                        |                   |
| 2014 | Pretend We're Kissing                       | Autumn                           |                   |
| 2014 | X-Men: días del futuro pasado               | Angel Salvadore                  | Cameo             |
| 2014 | The Road Within                             | Marie                            |                   |
| 2014 | Good Kill                                   | Vera Suárez                      |                   |
| 2015 | Dope                                        | Nakia                            |                   |
| 2015 | The Divergent Series: Insurgent             | Christina                        |                   |
| 2015 | Mad Max: Fury Road                          | Toast the Knowing                |                   |
| 2016 | The Divergent Series: Allegiant             | Christina                        |                   |
| 2016 | Vincent N Roxxy                             | Roxxy                            |                   |
| 2016 | Fantastic Beasts and Where to Find Them     | Leta Lestrange                   | Cameo fotográfico |
| 2017 | The Lego Batman Movie                       | Selina Kyle / Catwoman           | Voz               |
| 2017 | Gemini                                      | Heather Anderson                 |                   |
| 2017 | Rough Night                                 | Blair                            |                   |
| 2018 | Kin                                         | Milly                            |                   |
| 2018 | Fantastic Beasts: The Crimes of Grindelwald | Leta Lestrange                   |                   |
| 2018 | Spider-Man: Un nuevo universo               | Mary Jane Watson                 | Voz               |
| 2020 | Viena and the Fantomes                      | Madge                            |                   |
| 2022 | The Batman                                  | Selina Kyle / Catwoman           |                   |
| 2022 | Kimi                                        | Angela Childs                    |                   |
| 2024 | Parpadea dos veces (Blink twice)            | Directora                        |                   |
| 2026 | How to Rob a Bank                           |                                  |                   |

### Televisión
| Año       | TÍtulo              | Personaje      | Notas                                      |
| --------- | ------------------- | -------------- | ------------------------------------------ |
| 2011      | Californication     | Pearl          | Aparece en 8 episodios                     |
| 2016      | Portlandia          | Kendall        | Episodio: «Breaking Up»                    |
| 2016      | Morris & the Cow    | Loretta (voz)  | Cortometraje de televisión                 |
| 2017–2019 | Big Little Lies     | Bonnie Carlson | Principal; 14 episodios                    |
| 2020      | High Fidelity       | Robyn Brooks   | Protagonista; también productora ejecutiva |
| 2020      | A World of Calm     | Narrador       | Episodio: «The Glassmaker»                 |
| 2022      | Saturday Night Live | Presentadora   | Episodio: «Zoë Kravitz/Rosalia»            |

### Videos musicales
| Año  | Título   | Artista |
| ---- | -------- | ------- |
| 2008 | «I Know» | Jay Z   |

## Discografía

### Álbumes de estudio
| Título     | Detalles                                                                                                   |
| ---------- | --- |
| Calm Down  | - Lanzamiento: 21 de octubre de 2014 - Discográfica: Innit Recordings - Formatos: CD, descarga digital, LP |
| Tenderness | - Lanzamiento: 3 de julio de 2020 - Discográfica: Innit Recordings - Formato: descarga digital             |

### EPs
| Título              | Detalles                                                                                   |
| ------------------- | ------------------------------------------------------------------------------------------ |
| Lolawolf (EP)       | - Lanzamiento: 4 de febrero de 2014 - Sello: Innit Recordings - Formatos: descarga digital |
| Everyfuckinday (EP) | - Lanzamiento: 23 de junio de 2015 - Sello: Innit Recordings - Formatos: descarga digital  |

### Individual
| Título                | Año  | Álbum            |
| --------------------- | ---- | ---------------- |
| "Drive (Los Angeles)" | 2013 | Lolawolf         |
| "Wanna Have Fun"      | 2013 | Lolawolf         |
| "Jimmy Franco"        | 2014 | Calm Down        |
| "Summertime"          | 2014 | N/A              |
| "AYO"                 | 2014 | Calm Down        |
| "Every Fuckin Day"    | 2015 | Every Fuckin Day |
| "Teardrop"            | 2016 | N/A              |
| "Baby I'm Dyin'"      | 2017 | N/A              |
| "No Diana"            | 2020 | Tenderness       |

### Apariciones de invitados
| Título                      | Año  | Artista(s)    | Álbum          |
| --------------------------- | ---- | ------------- | -------------- |
| «We Are the Ones»           | 2008 | will.i.am     | N/A            |
| «Passionfruit»              | 2017 | Drake         | More Life      |
| «Screwed»                   | 2018 | Janelle Monáe | Dirty Computer |
| «Anti-Social Smokers Club"» | 2018 | Slim Jxmmi    | SR3MM          |

### Apariciones en Soundtrack
| Título  | Año  | Álbum                                                                  |
| ------- | ---- | ---------------------------------------------------------------------- |
| «Don't» | 2019 | Big Little Lies (Música de la temporada 2 de la serie limitada de HBO) |

## Premios y nominaciones
| Año  | Premio                                              | Categoría                                                               | Proyecto                                                | Resultado | Ref.    |
| ---- | --------------------------------------------------- | ----------------------------------------------------------------------- | ------------------------------------------------------- | --------- | ------- |
| 2011 | Teen Choice Awards                                  | Mejor película revelación: Femenina                                     | X-Men: primera generación                               | Nominada  | [ 107 ] |
| 2011 | Teen Choice Awards                                  | Mejor química en cine                                                   | X-Men: primera generación                               | Nominada  |         |
| 2011 | Scream Awards                                       | Mejor interpretación Femenina                                           | X-Men: primera generación                               | Nominada  |         |
| 2011 | Black Reel Awards                                   | Mejor actriz revelación                                                 | It's Kind of a Funny Story                              | Nominada  |         |
| 2014 | Festival de Cine del Valle de Napa                  | Premio del público a la actriz favorita                                 | The Road Within                                         | Ganadora  | [ 108 ] |
| 2015 | Premios del Festival Internacional de Cine de Milán | Mejor actriz secundaria                                                 | The Road Within                                         | Ganadora  |         |
| 2016 | Todos los premios Def Movie                         | Mejor actriz                                                            | Dope                                                    | Nominada  |         |
| 2016 | Black Reel Awards                                   | Mejor actriz de reparto                                                 | Dope                                                    | Nominada  | [ 109 ] |
| 2016 | Gold Derby Awards                                   | Reparto de conjunto                                                     | Mad Max: Fury Road                                      | Nominada  |         |
| 2017 | Premios Black Reel para televisión                  | Mejor actriz de reparto en una película para televisión/miniserie       | Big Little Lies                                         | Nominada  | [ 110 ] |
| 2018 | Premios Behind the Voice Actors                     | Mejor conjunto de voces en un largometraje                              | The Lego Batman Movie                                   | Nominada  |         |
| 2019 | Grammy Awards                                       | Álbum del año                                                           | Dirty Computer (como artista invitada de Janelle Monae) | Nominada  |         |
| 2020 | Premios Black Reel para televisión                  | Serie de comedia excepcional                                            | High Fidelity                                           | Nominada  |         |
| 2020 | Premios Black Reel para televisión                  | Mejor actriz de reparto en una serie dramática                          | Big Little Lies                                         | Nominada  | [ 111 ] |
| 2020 | Premios Black Reel para televisión                  | Mejor actriz en una serie de comedia                                    | High Fidelity                                           | Nominada  |         |
| 2020 | Premios Black Reel para televisión                  | Escritura sobresaliente para una serie de comedia (con E.T. Feigenbaum) | High Fidelity                                           | Ganadora  |         |
| 2020 | Screen Actors Guild Awards                          | Mejor reparto de una serie dramática                                    | Big Little Lies                                         | Nominada  |         |
| 2021 | Satellite Awards                                    | Mejor actriz en serie de comedia                                        | High Fidelity                                           | Nominada  |         |